# Oh, mia dea! - The Movie
Oh, mia dea! - The Movie (ああっ女神さまっ 劇場版?, Aa! M del 2000egami-sama gekijouban) è un film d'animazione del 2000 diretto da Hiroaki Gohda.
Il soggetto è tratto dal manga Oh, mia dea!. In Italia è stato pubblicato in DVD dalla Fool Frame nel 2008.

## Trama
Morgan è una principessa delle fate segretamente in missione sulla Luna per liberare dalla prigione di un imponente sigillo un essere ultraterreno. Nel frattempo sulla Terra tutto procede nel migliore dei modi al Nekomi Institute e il club dei motori ha aperto le porte a nuovi membri tra cui una ragazza che afferma di chiamarsi Morgan. La sera durante la festa di benvenuto ai nuovi membri del club, mentre la coppia Keiichi e Belldandy sta discutendo all'esterno in solitudine (dopo un attacco di gelosia della dea), compare dal nulla Celestine, ex mentore di Belldandy scomparso da tempo senza lasciare traccia di sé. Belldandy è talmente felice di rivederlo che scoppia a piangere e per un attimo dimentica Keiichi.
Urd vede la scena e si scaraventa sull'uomo chiedendogli di lasciare la ragazza e tornare nell'oblio. Ma questo, prima di svanire, bacia inaspettatamente Belldandy che cade in un sonno profondo. A casa Urd scopre che Belldandy è stata infettata da un virus. Peorth informa allora la dea che attraverso Belldandy Yggdrasill è stato contaminato e per questo dal regno dei cieli non possono aiutarla. Quando infine la ragazza si risveglia, sembra non ricordare più nulla e chiede nuovamente a Keiichi di formulare il suo desiderio. A questo punto viene deciso di attendere che la memoria della dea ritorni e Keiichi tenta di coinvolgerla nella vita quotidiana al fine di risvegliare i ricordi in Belldandy
Intanto Morgan si fa sempre più presente nella vita di Keiichi e chiede di partecipare al posto di Belldandy ad una competizione in sidecar, ma a questo punto Belldandy sceglie di correre ugualmente con il ragazzo e durante un giro di prova alcuni ricordi riaffiorano in lei. Quella stessa notte per sbaglio la dea sente dalle sue sorelle che il vero colpevole della spiacevole situazione è proprio il suo mentore Celestine che si è servito di lei per infettare il regno dei cieli. La dea scappa in strada e a questo punto Celestine la porta con sé e le mostra il motivo per cui era stato imprigionato sulla Luna, ovvero per un contrasto con il regno dei cieli che, secondo il suo punto di vista, sarebbe basato su un sistema errato che porta dolore a molti e felicità soltanto a pochi eletti.
Urd e Skuld infine riescono a ritrovare i due e Celestine non esita a manovrare Belldandy come un burattino grazie al virus e farla scagliare contro le sue sorelle. Ma l'intervento di Keiichi fa riprendere la dea che ritorna in sé e infine sviene. Skuld, adirata, fa uso del suo potere e del suo angelo per colpire Celestine. Questo provoca un'ondata d'acqua che sommerge il luogo e Keiichi, per proteggere Belldandy, sviene. Quando il giorno dopo Keiichi torna a scuola trova Morgan ferita (nella battaglia della sera precedente) e l'aiuta a curarsi. A questo punto la ragazza bacia Keiichi affermando che in ogni caso Belldandy appartiene a Celestine. La dea assiste alla scena e arrabbiata accetta di ricevere in sé il vaccino, unica cosa in grado di cancellare il virus in lei, ma che potrebbe cancellare anche tutti i suoi ricordi.
Peorth somministra il vaccino, ma il virus lo converte in un programma e attraverso questo Celestine entra finalmente in controllo di Yggdrasil. L'operazione permette a Celestine di aprire un varco magico nel terreno da cui nasce un enorme albero a tre tronchi che si intersecano a spirale fino a raggiungere il regno dei cieli. Celestine svela quindi il suo piano di distruggere Yggdrasil e la Terra per creare un nuovo sistema, una nuova Terra senza più ingiustizie e dolore. Dai cieli viene scagliata un'ultima arma, Gungnir, ma Belldandy ferma il suo effetto distruttivo per salvare Keiichi, di cui si era impossessato Celestine, e grazie a questo gesto Celestine finalmente si rende conto dei suoi errori e desiste dal continuare con il suo folle piano.
Sulla Terra l'equilibrio viene ripristinato anche se Yggdrasil ha avuto una perdita ingente di dati, tra cui il contratto che lega Belldandy a Keiichi. A questo punto la dea riformula la domanda chiedendo quale sia il desiderio del ragazzo, il quale riconferma la sua decisione di avere Belldandy con sé per l'eternità.

## Colonna sonora

### Sigle
- Chiusura: Try to Wish di Saori Nishihata

## Cronologia degli anime
Sebbene prodotto nel 2000, e quindi prima delle due serie televisive di Oh, mia dea!, la storia cronologicamente si pone successivamente a queste per una serie di motivi tra cui:
- Belldandy è nota a tutti i membri del gruppo.
- Skuld, Urd e Peorth hanno già fatto la loro comparsa.
- La relazione tra Keiichi e Belldandy è stabile.
- Skuld ha il suo angelo e il suo potere.